# Liste des partis politiques en Lituanie
Le système politique lituanien se compose d'un nombre important de partis. Le système de vote est proportionnel et empêche de fait un parti d'avoir la majorité absolue. Pour accéder au pouvoir les partis doivent donc systématiquement former des coalitions de plusieurs partis.
Les partis doivent être enregistrés auprès du ministère de la justice et leur fonctionnement est régi par la loi du 25 septembre 1990. Il y a actuellement 38 partis enregistrés mais lors des élections législatives de 2008 seuls 10 ont accédé au seimas.

## Partis actuellement enregistrés
| Nr. | Nom français                                   | Nom lituanien                                   | Idéologie                           | SIte internet             | Siège au Seimas en 2008 Total (prop.) | Date d'enregistrement |
| 1.  | Parti du travail                               | Darbo partija                                   | Populisme,Centrisme                 | www.darbopartija.lt       | 10(8)                                 | 25 novembre 2003      |
| 2.  | „Fronto“ partija                               | „Fronto“ partija                                | Justice sociale                     | www.partijafrontas.lt     |                                       | 1er juillet 2008      |
| 3.  | Union sociale des conservateurs chrétiens      | Krikščionių konservatorių socialinė sąjunga     |                                     | www.nks.lt                |                                       | 14 juillet 2000       |
| 4.  | Parti travailliste                             | Leiboristų partija                              |                                     |                           |                                       | 22 juillet 2008       |
| 5.  | Union centriste et libérale                    | Liberalų ir centro sąjunga                      | Libéralisme                         | www.lics.lt               | 8(5)                                  | 26 juin 2003          |
| 6.  | Parti centriste lituanien                      | Lietuvos centro partija                         | Libéralisme                         | www.centropartija.lt      |                                       | 4 juillet 2003        |
| 7.  | Parti de la logique de l'existence de Lituanie | Lietuvos gyvenimo logikos partija               |                                     |                           |                                       | 14 août 1996          |
| 8.  | Parti humaniste de Lituanie                    | Lietuvos humanistų partija                      |                                     | www.lhp.lt                |                                       | 1er juin 1990         |
| 9.  | Parti chrétien démocrate de Lituanie           | Lietuvos krikščioniškosios demokratijos partija |                                     | www.lkdp.projektas.lt     |                                       | 28 janvier 2003       |
| 10. | Parti lituanien de la liberté                  | Lietuvos laisvės sąjunga                        |                                     |                           |                                       | 13 septembre 1994     |
| 11. | Parti populaire des Polonais de Lituanie       | Lietuvos lenkų liaudies partija                 | ethnique                            | www.lllp.lt               | 3(0)                                  | 23 septembre 2002     |
| 12. | Action électorale polonaise de Lituanie        | Lietuvos lenkų rinkimų akcija                   | ethnique                            | www.awpl.lt               |                                       | 21 octobre 1994       |
| 13. | Pour un lituanie juste                         | Už teisingą Lietuvą                             |                                     |                           |                                       | 2 août 1996           |
| 14. | Parti national démocrate de Lituanie           | Lietuvos nacionaldemokratų partija              | Libéralisme                         | www.lndp.lt               |                                       | 29 avril 1999         |
| 15. | Parti lituanien du renouveau ancestral         | Lietuvos protėvių atgimimo partija              |                                     |                           |                                       | 1er juin 1993         |
| 16. | Parti lituanien des réformes                   | Lietuvos reformų partija                        |                                     |                           |                                       | 24 juin 1996          |
| 17. | Mouvement libéral de la république de Lituanie | Lietuvos Respublikos liberalų sąjūdis           | Libéralisme                         | www.liberalai.lt          | 11(5)                                 | 2006                  |
| 18. | Union des russes de Lituanie                   | Lietuvos rusų sąjunga                           | ethnique                            | www.sojuzru.lt            |                                       | 28 décembre 1995      |
| 19. | Parti social-démocrate lituanien               | Lietuvos socialdemokratų partija                | Social-démocratie                   | www.lsdp.lt               | 25(10)                                | 17 janvier 1990       |
| 20. | Union social-démocrate lituanienne             | Lietuvos socialdemokratų sąjunga                |                                     | www.lsds.lt               |                                       | 27 décembre 1999      |
| 21. | Union lituanienne de la justice sociale        | Lietuvos socialinio teisingumo sąjunga          |                                     |                           |                                       | 29 avril 1996         |
| 22. | Parti socialiste lituanien                     | Lietuvos socialistų partija                     | Socialisme,Marxisme                 | www.lsp.w3.lt             |                                       | 11 septembre 1995     |
| 23  | Parti lituanien de la justice                  | Lietuvos teisingumo partija                     |                                     |                           |                                       | 11 septembre 1995     |
| 24. | Parti lituanien de l'agriculture               | Lietuvos ūkio partija                           |                                     |                           |                                       | 22 janvier 1996       |
| 25. | Union populaire agraire lituanienne            | Lietuvos valstiečių liaudininkų sąjunga         | Conservatisme, Agrarisme            | www.lvls.lt               | 3(0)                                  | 2005                  |
| 26. | Parti vert lituanien                           | Lietuvos žalioji partija                        | Écologie politique                  |                           |                                       | 1er août 1990         |
| 27. | Nouvelle union                                 | Naujoji sąjunga                                 | Social-libéralisme                  | www.nsajunga.lt           | 1(0)                                  | 12 avril 1998         |
| 28. | Jeune Lituanie                                 | Jaunoji Lietuva                                 |                                     | www.jaunojilietuva.lt     |                                       | 2006                  |
| 29. | Ordre et justice                               | Tvarka ir teisingumas                           | Conservatisme                       | www.tvarka.lt             | 15(11)                                | 2006                  |
| 30. | Parti de la démocratie citoyenne               | Pilietinės demokratijos partija                 |                                     | www.pdp.lt                |                                       | 2006                  |
| 31. | Parti des retraités                            | Pensininkų partija                              |                                     |                           |                                       | 12 avril 2007         |
| 32. | Alliance des russes                            | Rusų aljansas                                   | ethnique                            |                           |                                       | 16 octobre 2002       |
| 33. | Parti des républicains                         | Respublikonų partija                            |                                     |                           |                                       | 6 janvier 1991        |
| 34. | Parti des PME                                  | Smulkaus ir vidutinio verslo partija            |                                     |                           |                                       | 2006                  |
| 35. | Parti national de la voie lituanienne          | Tautinė partija Lietuvos kelias                 |                                     | www.lietuvoskelias.lt     |                                       | 23 juin 2003          |
| 36. | Parti du progrès national (Lituanie)           | Tautos pažangos partija                         |                                     |                           |                                       | 21 juin 1994          |
| 37. | Mouvement réformateur de Lituanie              | Lietuvos Persitvarkymo Sąjūdis                  |                                     |                           |                                       | 3 juin 1988           |
| 38. | Parti de la résurrection nationale             | Tautos prisikėlimo partija                      |                                     | www.prisikelimopartija.lt | 16(13)                                | 30 juin 2008          |
| 39. | Union de la patrie                             | Tėvynės sąjunga                                 | Conservateur, démocratie chrétienne | www.tsajunga.lt           | 27(18)                                | 8 avril 2004          |

## Partis historiques ou n'étant plus enregistrés
| Nom français                                      | Nom lituanien                                   | Successeur (si fusion)                 | Date début | Date de fin  |
| Union sociale démocrate                           | Krikščionių demokratų sąjunga                   |                                        | 1990       | 7 avril 2001 |
| Parti libéral démocrate                           | Liberalų demokratų partija                      | Ordre et justice                       | -          | 19 mars 2002 |
| Union nationaliste lituanienne                    | Lietuvių tautininkų sąjunga                     |                                        | 1924       |              |
| Union centriste lituanienne                       | Lietuvos centro sąjunga                         | Parti centriste lituanien              | 1992       | 31 mai 2003  |
| Parti lituanien démocrate du travail              | Lietuvos demokratinė darbo partija              | Parti social-démocrate lituanien       | 1990       | 2001         |
| Parti démocrate de Lituanie                       | Lietuvos demokratų partija                      |                                        | 1989       |              |
| Parti démocrate lituanien                         | Lietuvių demokratų partija                      |                                        | 1902       | 1920         |
| Union lituanienne de droite                       | Lietuvos dešiniųjų sąjunga                      |                                        | 2001       | 2003         |
| Chrétien-démocrates lituaniens                    | Lietuvos krikščionys demokratai                 | Union de la patrie                     | 1905       | 2008         |
| Union libérale de Lituanie                        | Lietuvos liberalų sąjunga                       | Union centriste et libérale            | 1990       | 2002         |
| Alliance des citoyens de Lituanie                 | Lietuvos piliečių aljansas                      | Parti de la démocratie citoyenne       | 1996       | 2005         |
| Union lituanienne des prisonniers et des déportés | Lietuvos politinių kalinių ir tremtinių sąjunga | Union de la patrie                     | 1990       | 2004         |
| Parti lituanien des prisonniers politiques        | Lietuvos politinių kalinių partija              |                                        |            |              |
| Parti paysan lituanien                            | Lietuvos valstiečių partija                     | Union populaire agraire lituanienne    | 1990       | 2001         |
| Union des chrétiens démocrates modernes           | Moderniųjų krikščionių demokratų sąjunga        | Union centriste et libérale (Lituanie) | 1998       | 2003         |
| Nouvelle démocratie - Parti des femmes            | Naujoji demokratija - Moterų partija            | Union populaire agraire lituanienne    | 1995       | 2001         |
| Parti de l'indépendance                           | Nepriklausomybės partija                        | Lietuvos dešiniųjų sąjunga             | 1990       | 2002         |